# Dapania grandifolia
Dapania grandifolia là một loài thực vật có hoa trong họ Chua me đất. Loài này được Veldkamp mô tả khoa học đầu tiên năm 1968.